# Gmina Barilović
Gmina Barilović (chorw. Općina Barilović) – gmina w Chorwacji, w żupanii karlowackiej. W 2011 roku liczyła  2990 mieszkańców.